# 럼블피쉬 (밴드)
럼블피쉬는 대한민국의 록밴드이다. 본래 4인조였지만 2010년 5월 13일 첫 번째 미니앨범 'I Am Me'부터 보컬 최진이를 제외한 3명이 탈퇴하며 1인 밴드가 되었다. 최진이는 럼블피쉬를 예명으로 사용하며 활동 중이다.

## 음반

### 정규 음반
1. Swing Attack (1집) (2004년 7월 7일)
2. Have A Nice Dream (2집) (2005년 7월 27일)
3. Open The Safe (3집) (2007년 3월 21일)
4. One Sweet Day (4집) (2009년 10월 4일)

### 미니 앨범
1. 눈 부신 날 (2008년 4월 21일)
2. I AM ME  (2010년 5월 13일)

### 싱글
1. I Go (2006년 6월 12일)
2. 그대 내게 다시 (2007년 7월 18일)
3. 한사람을 위한 마음 (2009년 3월 5일)
4. 앙코르 (2009년 6월 19일)
5. 내 사랑 내 곁에 (2009년 9월 3일)
6. 남잔 다 그래 (2010년 1월 14일)
7. 좋은 사람 있으면 소개시켜줘 (2010년 2월 10일)
8. 영화 라디오스타 OST 비와 당신

### OST
- 《신기생뎐 OST Part 3》 (2011년)
- 《신의 OST Part 7》 (2012년)
- 《금 나와라, 뚝딱! OST Part 2》 (2013년)
- 《장옥정, 사랑에 살다 OST Part 3》 (2013년)
- 《꽃할배 수사대 OST Part 2》 (2014년)
- 《파랑새의 집 OST Part 5》 (2015년)
- 《초인가족 OST Part 1》 (2017년)

### 기타
1. 리메이크 앨범 Memory for You (2008년 11월 20일)

### 듀엣
1. 레퀴엠 (2008년 1월 15일)